# Osiedle Gajowice

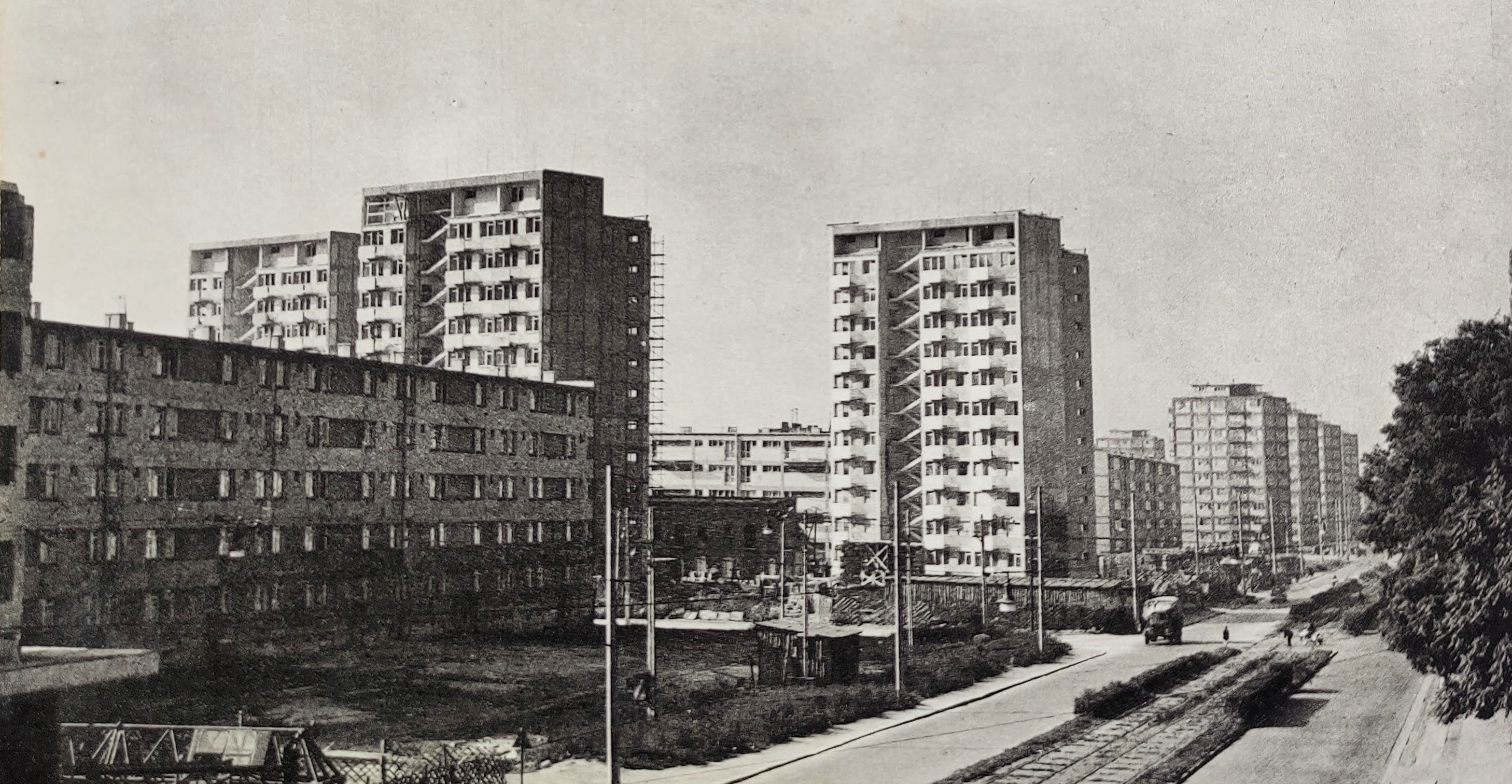
Zabudowa ulicy Grabiszyńskiej

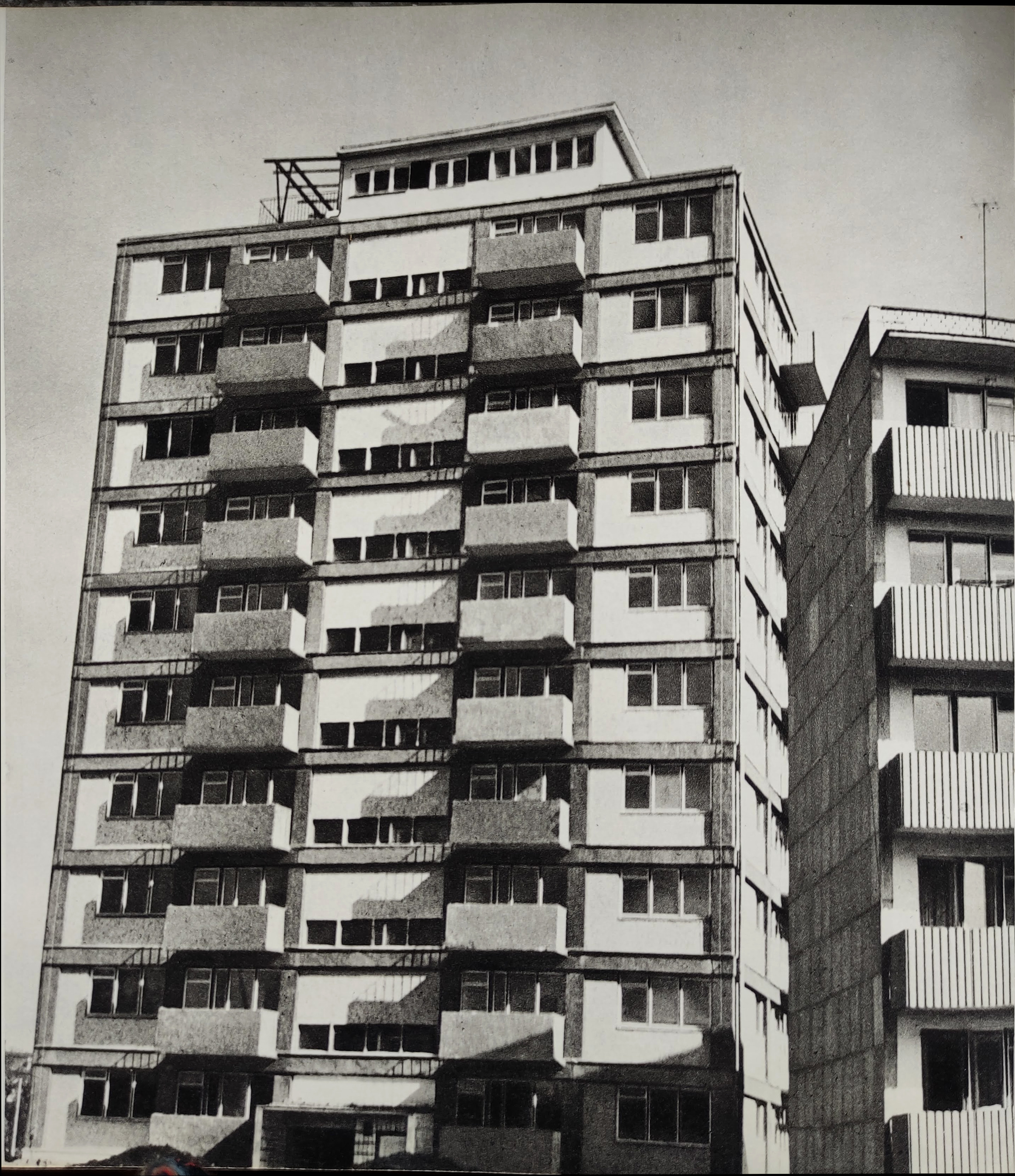
Punktowiec przy ul. Grabiszyńskiej

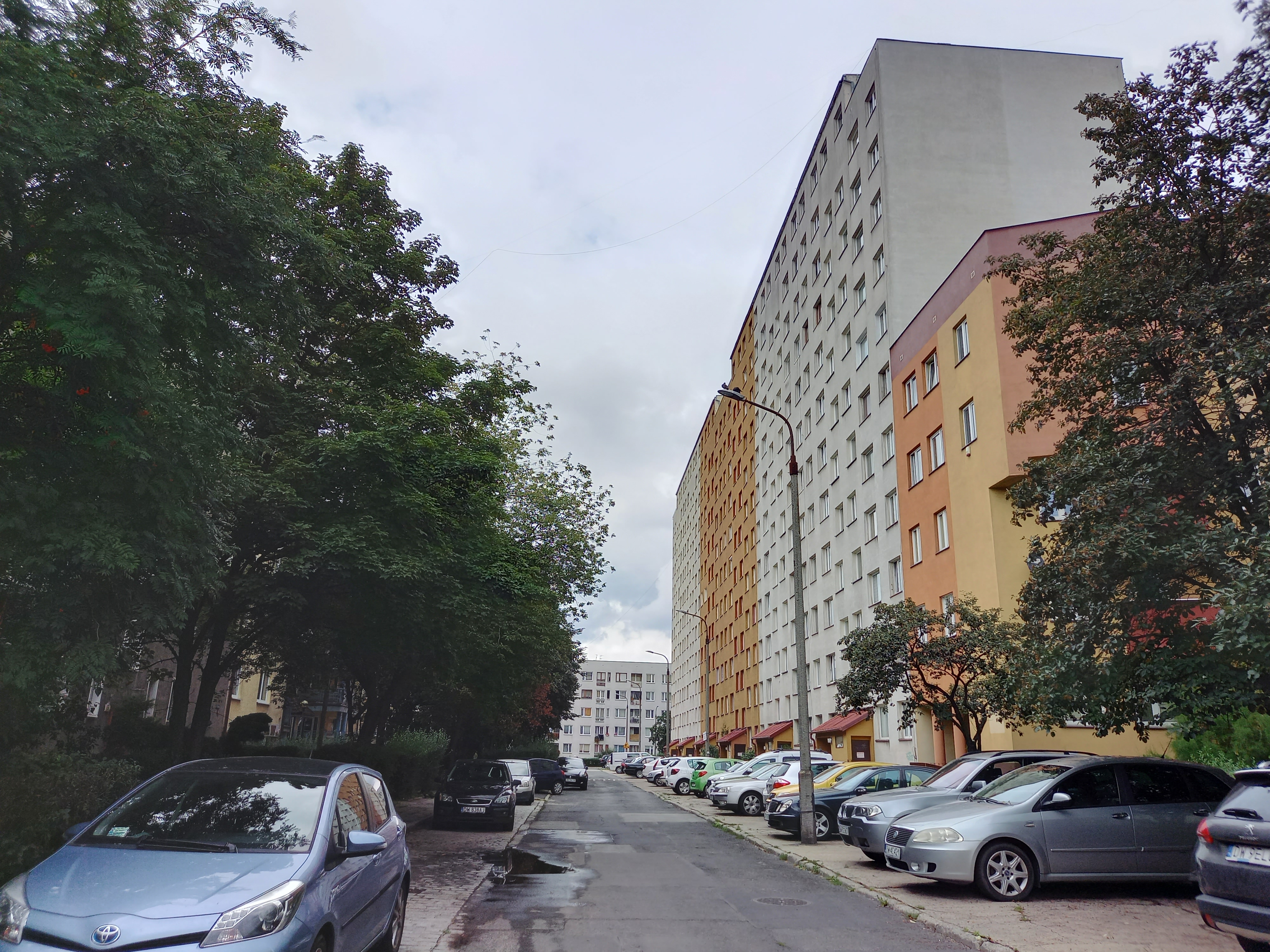
Bloki w rejonie ul. Buskiej i Sztabowej

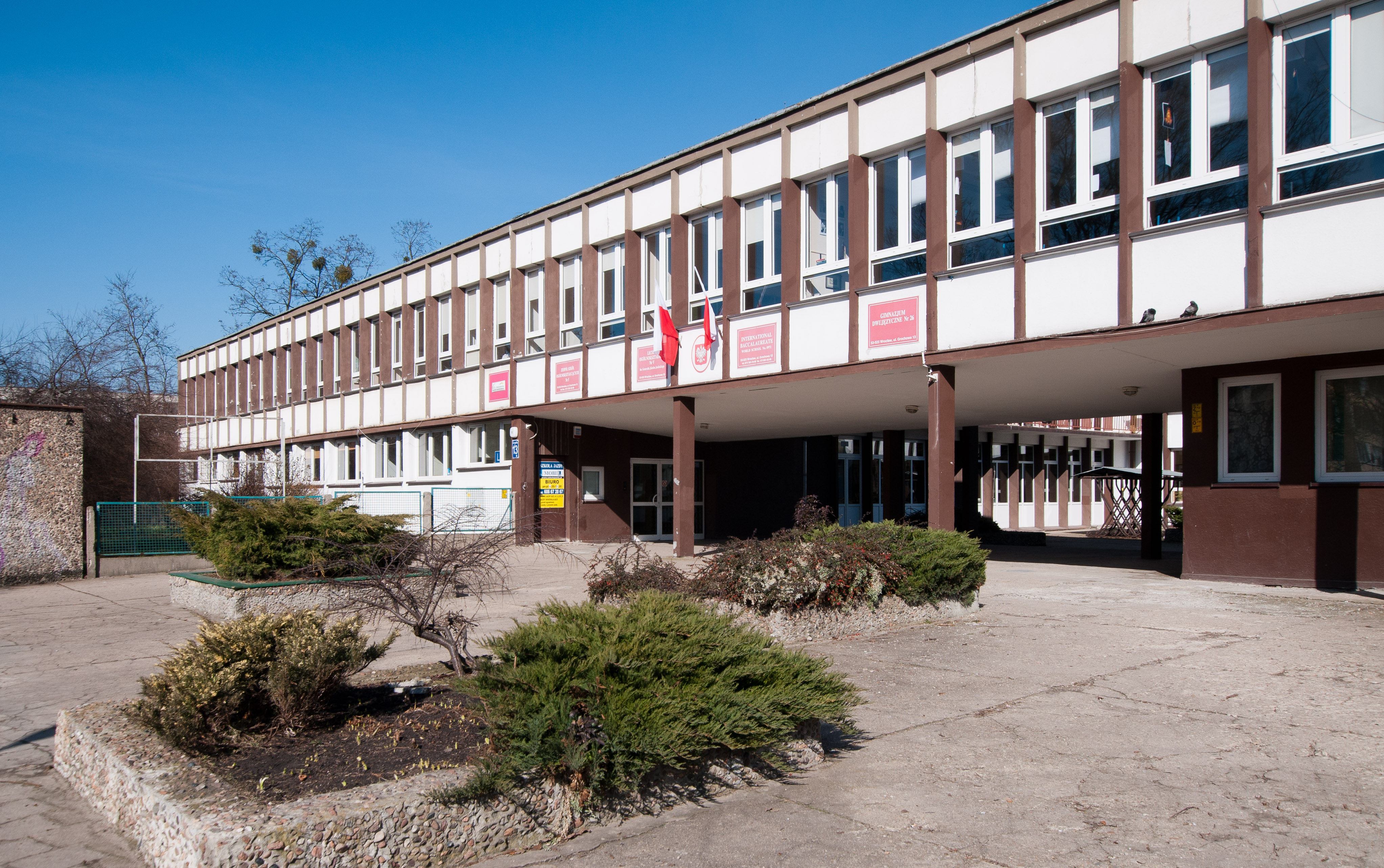
Dawny budynek LO nr Vu-lo5

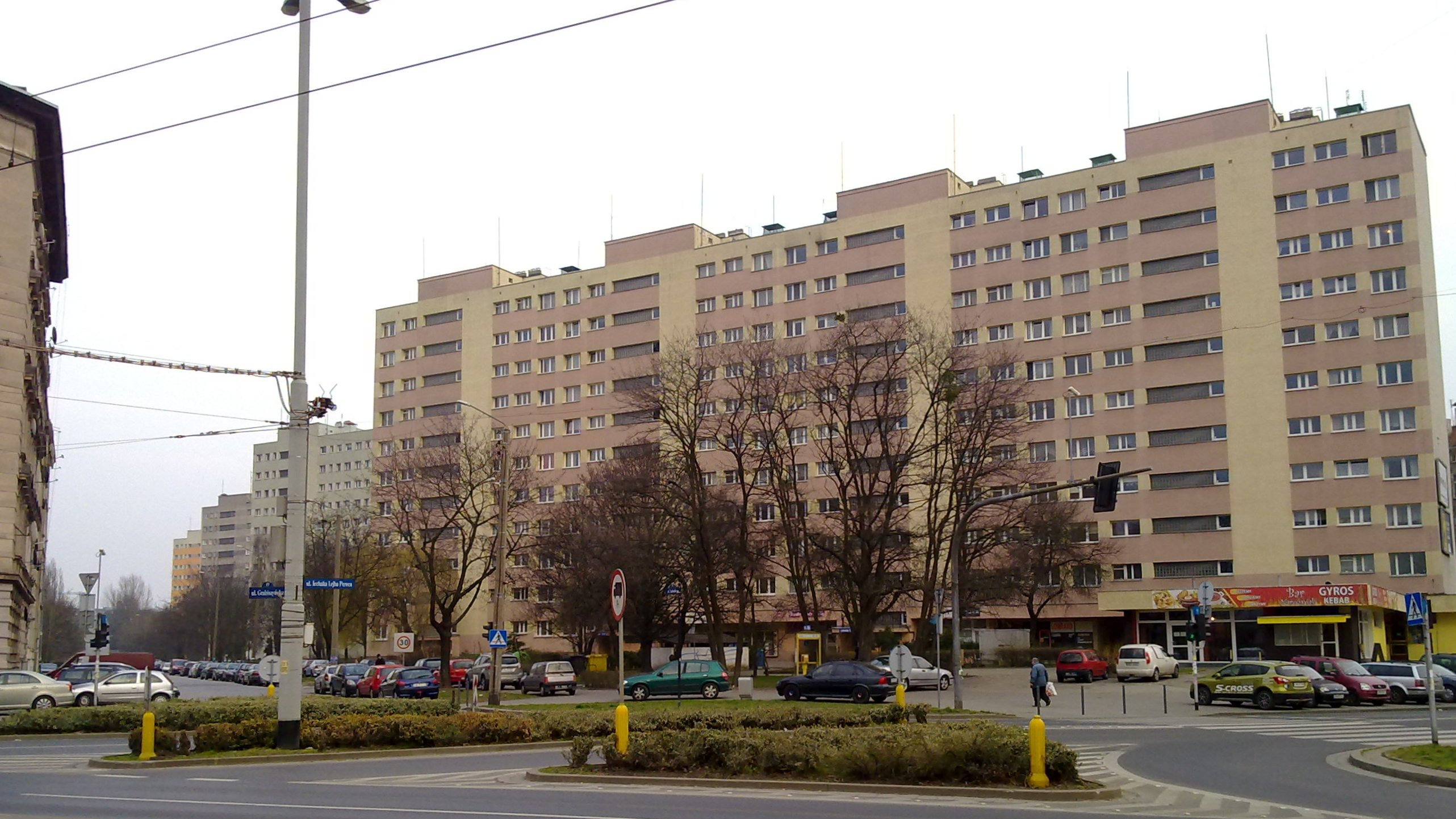
„Żyletkowce”

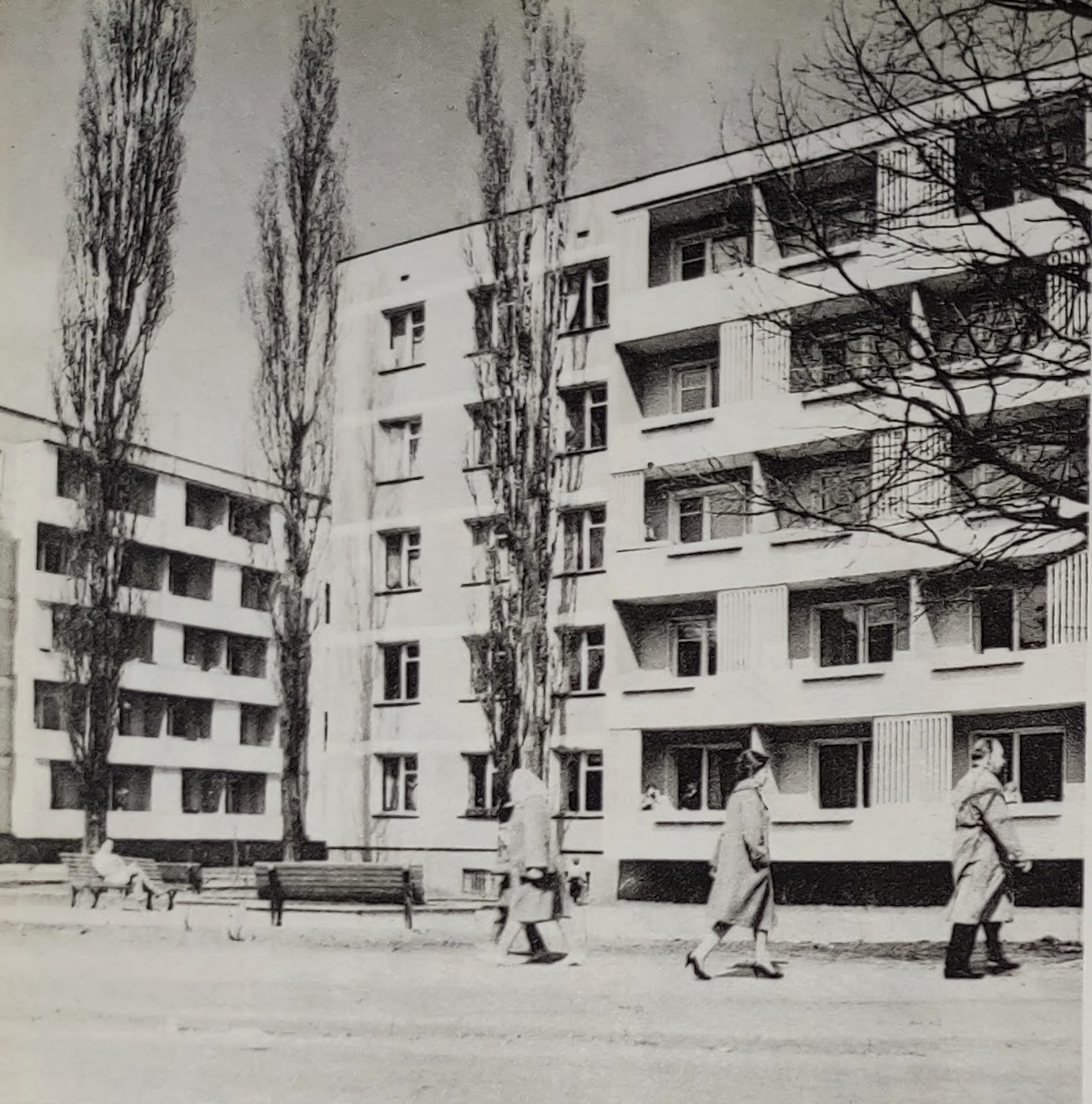
Ul. Krucza

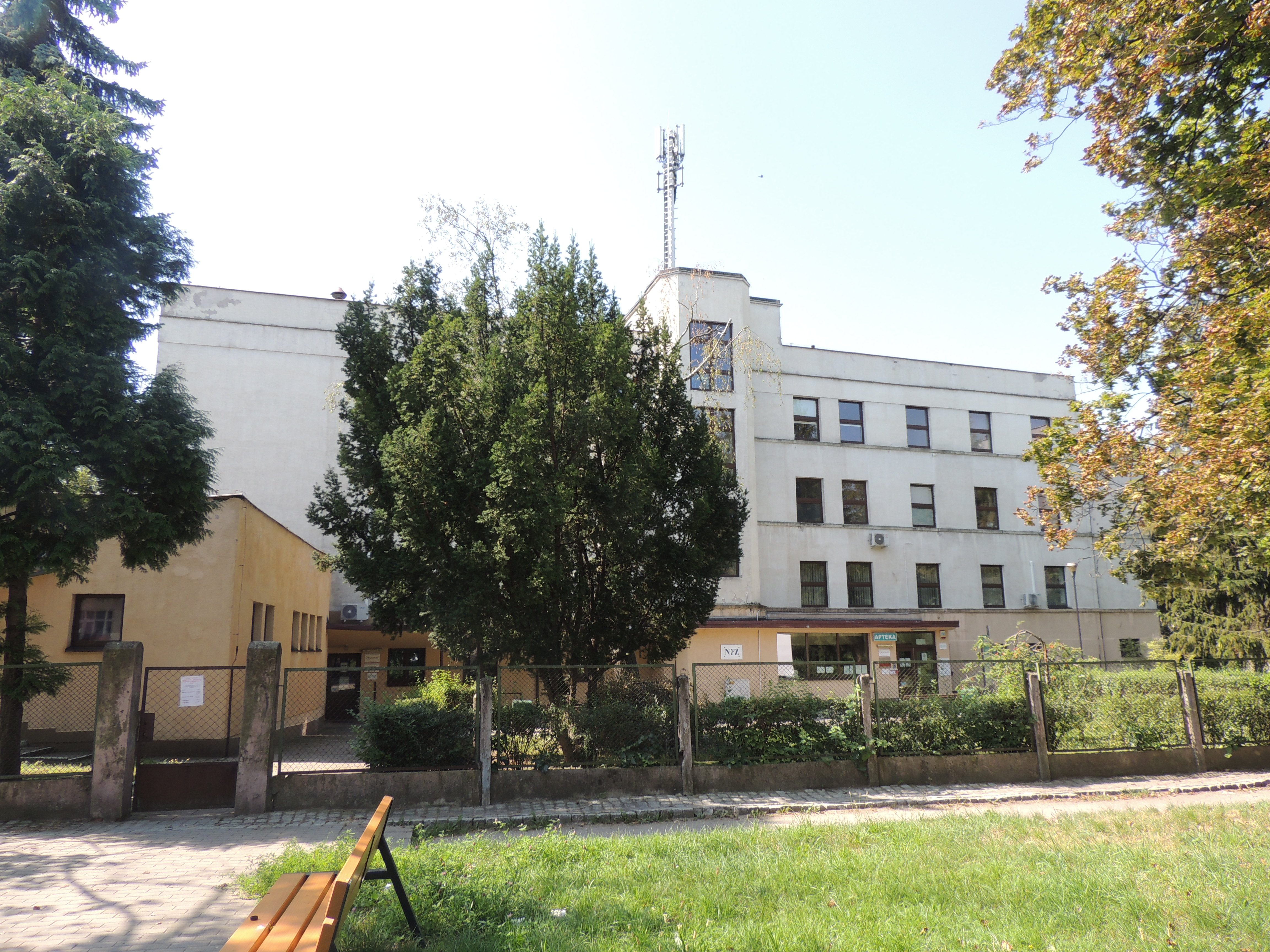
Przychodnia przy ul. Żelaznej 34

Osiedle Gajowice, Osiedle mieszkaniowe „Gajowice” – osiedle mieszkaniowe zbudowane we Wrocławiu w latach 1960-1970 na obszarze Gajowic w dawnej dzielnicy Fabryczna. Było to pierwsze w mieście tak duże założenie urbanistyczne i realizacyjne. Zakładano powstanie tu nowej zabudowy mieszkalnej dla około dwudziestu – trzydziestu tysięcy mieszkańców. Jego projekt opracowany został przez zespół architektów Igora Tawryczewskiego. Osiedle stanowiło poligon doświadczalny, w ramach którego realizowano stosunkowo zróżnicowaną zabudowę mimo częściowej unifikacji zarówno pod względem architektonicznym jak i technologii budowlanych. Tu powstały między innymi pierwsze wysokie budynki mieszkalne jedenastokondygnacyjne. Pośród technologii zastosowanych do budowy obiektów na osiedlu można między innymi wymienić prefabrykowane elementy gruzobetonowe, prefabrykaty z betonów odpowietrzanych, oraz montaż budynków z elementów wielkopłytowych. Architekturę powstałych budynków zalicza się do modernizmu. Pod względem układu urbanistycznego centrum zespołu zabudowy stanowi plac Icchaka Lejba Pereca. Całość jednak nie uzyskała czytelnego układu, ze względu na istniejące ograniczenia wynikające z zachowanej siatki przedwojennych ulic oraz częściowo zachowanej z czasów przedwojennych zabudowy. Oprócz budynków mieszkalnych i mieszkalno-usługowych powstały wówczas także obiekty użyteczności publicznej, takie jak między innymi szkoły, przedszkola czy przychodnie. Z powstałej wówczas zabudowy część została uznana za dobra kultury współczesnej, a pojedyncze obiekty zostały wpisane do gminnej ewidencji zabytków.

## Położenie, otoczenie, obszar
Osiedle położone jest na obszarze Gajowic w dawnej dzielnicy Fabryczna, w obrębie ograniczonym obwodnicą kolejową Wrocławia, ulicą Grabiszyńską, linią kolejową biegającą od posterunku Wrocław Grabiszyn do stacji Wrocław Główny, ulicą Zaporoską, Gajowicką i aleją gen. Józefa Hallera. Po stronie północnej graniczy z terenami osiedla Muchobór Mały i Przedmieście Świdnickie, po stronie wschodniej z osiedlem Powstańców Śląskich, po stronie południowej z osiedlem Borek, a po stronie zachodniej za kolejową linią obwodową z osiedlem Grabiszyn-Grabiszynek.
Obszar, na którym dominuje zabudowa osiedla, określany jest jako wielkie osiedla blokowe. W pozostałym zakresie zabudowy, na obszarach gdzie zabudowa osiedla stanowi uzupełnienie zachowanej po II wojnie światowej tkanki miejskiej, są to tereny zabudowy śródmiejskiej, w rejonie placu Icchaka Lejba Pereca, ulicy o tym samym imieniu i okolicznych ulic takich jak ulica Szczęśliwa, Żelazna, Lwowska czy Jemiołowa. Natomiast teren na południe od ulicy Kruczej do alei gen. Józefa Hallera, na którym zabudowa osiedla również stanowi jedynie uzupełnienie wolnych obszarów pośród zachowanej dawnej zabudowy, określany jest jako osiedla kameralne.

## Historia
Historia obszaru, na którym zbudowano osiedle mieszkaniowe „Gajowice”, to historia Gajowic. Ważną datą dla tego terenu jest rok 1868 kiedy to został on włączony w granice miasta. W końcu XIX wieku był już gęsto zabudowany kamienicami czynszowymi, szczególnie w części północnej, a domami szeregowymi i willami, w części południowej. W wyniku działań wojennych prowadzonych w czasie II wojny światowej w ramach oblężenia Wrocławia z 1945 r. znaczna część zabudowy uległa zniszczeniu. Po odgruzowaniu powstały wolne tereny z siatką przedwojennych ulic, które przeznaczono do zabudowy.
Projektowanie osiedla rozpoczęto w 1959 r. Był to pierwszy po II wojnie światowej tak duży zespół mieszkaniowy we Wrocławiu. Według różnych źródeł miał być przeznaczony dla dwudziestu – trzydziestu tysięcy mieszkańców. Inwestorem była Dyrekcja Budowy Osiedli Robotniczych Wrocław – Miasto I, która projektowanie osiedla powierzyła zespołowi pracowni Miastoprojekt – Wrocław. Realizacja osiedla była prowadzona w latach 1960-1970. Ówcześnie był to rejon największej koncentracji potencjału budowlanego w mieście. Podkreśla się także, iż inwestycja była wielkim poligonem doświadczalnym z próbami technologicznymi i realizacyjnymi. Można także wskazać daty realizacji niektórych konkretnych obiektów: wysokie punktowce przy ulicy Grabiszyńskiej oddano do użytkowana w 1963 r., budynki szkół podstawowych przy ulicy Grochowej 36-38 w 1964 r., dawny budynek liceum ogólnokształcącego nr V w 1966 r. , budynek przedszkola przy ulicy Grochowej 15 również w 1966 r., dom mieszkalno-usługowy przy ulicy Grabiszyńskiej w 1967 r., pierwsze trzy budynki, tzw. „żyletkowce”, położone przy ulicy Lubuskiej nr 54-60, 62-68 oraz 78-80 w 1967 i 1968 r. Budowę pozostałych dwóch takich budynków kontynuowano w latach następnych.

## Projektanci
Osiedle projektowane było przez zespół architektów, którym kierował Igor Tawryczewski. W skał zespołu, oprócz niego, wschodzili: Edmund Frąckiewicz, Jadwiga Grabowska-Hawrylak, Maria Kiełczewska, Witold Maciejewski, Zygmunt Pawłowicz, Maria Tawryczewska. Oczywiście poszczególne obiekty miały swoich autorów. Przykładowo szkołę przy ulicy Grochowej 36-38 projektowała Jadwiga Grabowska-Hawrylak, a pierwsze w mieście budynki montowane z elementów wielkowymiarowych, posadowione w rejonie alei gen. Józefa Hallera, projektował Zygmunt Pawłowicz. Natomiast pojedyncze projekty były tworzone także przez architektów spoza wymienionego wyżej zespołu. Przykładowo jedyny budynek w ramach osiedla, który otrzymał zgodę na projekt indywidualny, został zaprojektowany przez Stefana Müllera. Był to dom mieszkalno-usługowy przy ulicy Grabiszyńskiej 133-135.

## Układ urbanistyczny
Osiedle projektowano już w nurcie modernizmu z uwzględnieniem urbanistycznej szkoły modernistycznej Bauhausu oraz tez wynikających z Karty Ateńskiej o projektowaniu wolnostojących budynków w otoczeniu zieleni. Jako centrum urbanistyczne stworzonego założenia wskazuje się plac Icchaka Lejba Pereca. Wokół niego rozciągała się siatka przedwojennych ulic, która sugestywnie ukierunkowała kompozycję zespołu zabudowy, w pewnym stopniu wymuszając główny motyw urbanistyczny. Stał się nim układ zabudowy przyulicznej, liniowej, skontrastowany grupami budynków ustawionych swobodnie lub grzebieniowo w opozycji do budynku tła, mający także niewątpliwą wartość rewaloryzowania częściowo istniejących linii regulacyjnych. Jednakże fakt istnienia gęstej siatki zachowanych ulic i pozostałości przedwojennej zabudowy sprawił, że osiedle nie uzyskało jasno określonego układu postaciowego.
Przykładem jak kształtowano układ przestrzenny osiedla jest ulica Grabiszyńska, która ze względu na zniszczenia wojenne otrzymała praktycznie nową pierzeję południową. Została ona ukształtowana z zachowaniem różnorodności i kontrastowości. Kolejno posadowiono w tej pierzei budynek liniowy, dalej grupy swobodnie ustawionych punktowców dwunastokondygnacyjnych, następnie kolejne niskie budynki liniowe, segmentowe i przy kolejnym odcinku ulicy serię liniowo ustawionych, prefabrykowanych punktowców średniowysokich.
W centrum tego układu przy wyżej wymienionym placu pozostawiono ponadto dodatkowy wolny teren powiększający plac w kwartale pomiędzy ulicami: Żelazną, Icchaka Lejba Pereca, Ołowianą i Oporowską. Zakładano przy tym ewentualne jego wykorzystanie w przyszłości pod zabudowę usługową. W latach 1992–1995 został one jednak zabudowany zespołem mieszkalno-usługowym według projektu architektów: Wojciecha Jarząbek, P. Spychały i E. Wróblewskiej.

## Architektura i aspekty budowlane
Projektowanie osiedla i poszczególnych obiektów rozpoczęto w okresie industrializacji budownictwa i wdrażania nowych technologii ukierunkowanych na szybkie i możliwie tanie wznoszenie budynków, w szczególności mieszkalnych. Owa industrializacja wprowadziła nowe narzędzia produkcji i wznoszenia obiektów, co miało istotny wpływ na architekturę budynków. Osiedle Gajowice jako pierwsze tak duże przedsięwzięcie w mieście stało się poligonem doświadczalnym prób i poszukiwań sprawnego budowania. Cele stawiane przez ówczesne władze szybkiego i taniego budowania z elementów wytwarzanych przemysłowo sugerowały, czy nawet wymuszały, tworzenie ujednoliconej architektury z powtarzalnych, standaryzowanych elementów produkowanych w możliwie dużych seriach i kształtowanie budynków segmentowych o prostych formach. W tworzeniu urozmaiconej architektury przeszkadzały także ówczesne ograniczone możliwości techniczne wielkich dźwigów budowlanych, które jednak nie miały odpowiedniej nośności dla dużych prefabrykatów. Kolejnymi aspektami ograniczającymi różnorodność były wysokie koszty form, również wymuszające powtarzalność i stosowanie długich serii jednolitych elementów. Nawet takie ówczesne paradygmaty jak tendencje do wzrostu wydajności w samym projektowaniu powodowały stosowanie praco oszczędnej segmentacji budynków. Jednak oprócz wyżej opisanych uwarunkowań dotyczących projektowania tego osiedla, podkreśla się także, iż osiedle realizowane było przez utalentowanych wrocławskich budowniczych. Ważne było także to, iż był to okres poprzedzający ogólnopolską uniformizację systemów realizacyjnych. Dzięki temu udało się choć częściowo wprowadzić niezgodną z obowiązującą doktryną różnorodność, zamiast urzędowo oczekiwanej całkowitej standaryzacji.
Rozpoczęcie wdrażania pierwszej wrocławskiej prefabrykacji wielkowymiarowej miało miejsce właśnie w ramach inwestycji obejmującej budowę osiedla mieszkaniowego „Gajowice”. Pośród zastosowanych technologii budowlanych wymienia się: wielki blok realizowany w sąsiedztwie ulicy Stalowej, wielką płytę z osłoną prefabrykowaną, ale też ze ścianami osłonowymi wykonywanymi tradycyjnie, budynki o konstrukcji opartej na tradycyjnym szkielecie żelbetowym, wylewanym na mokro, oraz prefabrykację szkół podstawowych. Pierwsze budynki w ramach osiedla wnoszono z prefabrykowanych elementów gruzobetonach. Wykorzystywano przy tym do wytwarzania tych elementów gruz pochodzący z rozbieranych kamienic. W kolejnych okresach realizacji zabudowy stosowano prefabrykaty z betonów odpowietrzanych, a w miarę wzrastającego potencjału budowlanego rozpoczęto montaż budynków z elementów wielkopłytowych.
W ramach osiedla budowano głównie budynki o pięciu kondygnacjach nadziemnych lub wysokie budynki jedensto lub dwunastokondygnacyjne. Proste formy budynków wielkopłytowych reprezentowane są przez bloki mieszkalne posadowione w rejonie alei gen. Józefa Hallera. Jako wyróżniające się budynki mieszkalne osiedla uznaje się punktowce w rejonie ulicy Grabiszyńskiej. Odmienne pod względem architektonicznym są także budynki w rejonie placu Icchaka Lejba Pereca (poszerzonego, przed zabudową wolnych przestrzeli z lat 90, XX wieku, a więc także w rejonie ulicy Ołowianej i Oporowskiej). Pierzeje zostały tu uformowane swobodnie przy użyciu kilku wątków. Do kształtowania elewacji budynków w znacznej części stosowano zasadę kontrastowania pionowego portfenetru z poziomym pasem okien. Wprowadzono też nowe detale architektoniczne w budynkach pięciokondygnacyjnych. Polegają one na montażu asymetrycznej płyty osłonowej, na pełną wysokość kondygnacji, i narożnym usytuowaniem okna oraz wykonaniem małego balkonu. Oprócz budynków mieszkalnych na osiedlu powstały szkoły, lokale przeznaczone dla potrzeb handlu i usług, przychodnia oraz inne obiekty infrastruktury osiedlowej. Zadbano także o nasadzenia zieleni między blokowej i przyulicznej, często w formie szpalerów drzew.

## Ochrona
Dla niektórych obiektów zbudowanych w ramach inwestycji postanowiono wprowadzić ochronę, która polega na uznaniu danego obiektu za dobro kultury współczesnej lub na wpisaniu go do gminnej ewidencji zabytków, według poniższego zestawienia:
| Obiekt | Foto | dobro kultury współczesnej | dobro kultury współczesnej | gminna ewidencja zabytków |
| Obiekt | Foto | Studium 2010               | Studium 2018               | gminna ewidencja zabytków |
| --- | ---- | -------------------------- | -------------------------- | ------------------------- |
| galeriowiec mieszkalno-usługowy przy ul. Stalowej 63, ul. Grabiszyńskiej 133, ul. Spiżowej 2                            |      | Tak                        | Tak                        | Tak                       |
| szkoła przy ul. Grochowej 36-38, obecnie Szkoła Podstawowa nr 43 (Zespół budynków szkolnych przy ulicy Grochowej 36-38) |      | Nie                        | Tak                        | Nie                       |
| zespół mieszkaniowy „Gajowice” w rejonie ulic: Grabiszyńskiej, Oporowskiej, Cynowej, Niklowej i pl. Srebrnego           |      | Tak                        | Tak                        | Nie                       |

Istniały także propozycje objęcia ochroną w ramach dóbr kultury współczesnej znacznie szerszego zakresu zespołu mieszkaniowego „Gajowice”, razem z zespołem szkół podstawowych nr 43 i dawnego budynku liceum nr V przy ulicy Grochowej 13, ale do tego nie doszło.